# Reno (Schuhhandel)
Die Reno Schuhcentrum GmbH [ˈʁeːno:] mit Sitz in Osnabrück ist ein deutsches Unternehmen im Schuhhandel. Es ist nach Deichmann der zweitgrößte Schuhfilialist in Deutschland. Einige Filialen werden von Franchisenehmern geführt. Ende März 2023 meldete Reno Insolvenz an.

## Geschichte

Logo bis September 2023

Reno wurde 1977 in Pirmasens von Franco Prosser und Dieter Götz gegründet. Vor der Jahrtausendwende zogen sich die beiden Unternehmensgründer zurück und verkauften Reno an den Handelskonzern Metro. Metro sanierte den Schuhfilialisten mit seinen 850 Filialen von Grund auf, verlagerte ihn gemeinsam mit der Deutschen Bank in die Beteiligungsgesellschaft Divaco und verkaufte ihn 2000 an das Schuhhandelsunternehmen Hamm aus Osnabrück sowie an den ehemaligen Metro-Manager und Divaco-Vorstand Siegfried Kaske. 2016 erwirtschaftete die HR Group einen Umsatz von rund 550 Millionen Euro.
2001 gründete das Konsortium die Mayer Logistik Service sowie die zentrale Einkaufsgesellschaft HR Footwear Sourcing. Darüber hinaus gingen die Manager auf Einkaufstour: Sie kauften 1999 Bama, 2002 Young Spirit, 2005 Mercedes und 2008 Sansibar. 2005 bündelten die Unternehmensgruppen Hamm und Reno ihre Aktivitäten in der HR Group. Seit April 2010 betreibt Reno einen eigenen Onlineshop und seit 2011 gehört das Unternehmen zu den Hauptsponsoren des Windsurf World Cup Sylt.
Bis Ende März 2016 gehörte die HR Group zu je 50 % Kaske und der Familie Hamm. Im April 2016 wurde die mehrheitliche Übernahme durch die Investment-Gesellschaft Capiton aus Berlin bekannt sowie die Übernahme von kleineren Anteilen durch den deutschen Manager Peter M. Wolf (vormals Vorstandsmitglied bei Tchibo und Arcandor) und durch die Ziylan Grup 2019 wurde die CCC Deutschland GmbH zu 100 % erworben. Im Gegenzug beteiligte sich die polnische CCC an der HR Group.
Zum Oktober 2022 verkaufte die HR Group Reno für einen nicht genannten Preis an die 2021 gegründete CM Solutions.
Am 28. März 2023 meldete Reno, das zu diesem Zeitpunkt noch über rund 180 Filialen verfügte, Insolvenz an. Geschäftsführer Christian Müller ist auch bei dem Modefilialisten Karl Vögele beteiligt, die ebenfalls Insolvenz anmelden musste und die letzten Filialen bereits Anfang 2023 schloss. Zwei Wochen später stellte auch die HR Group beim Amtsgericht Osnabrück Insolvenzantrag für neun deutsche Gesellschaften. Ihre Auslandsgesellschaften seien davon nicht direkt betroffen. Das Gericht entsprach dem Antrag. Ende April 2023 wurde bekannt, dass nun auch die Tochtergesellschaften in Österreich und der Schweiz Insolvenz angemeldet haben.
Im Juni 2023 übernahm die Kienast Unternehmensgruppe (u. a. Shoe4You, Schuhpark, street shoes, kilagoo.com) mit Sitz in der Wedemark 30 Filialen in Deutschland sowie die Markenrechte an RENO. Die übrigen 150 deutschen Filialen wurden ebenso wie die Filialen in Österreich und in der Schweiz im Laufe des Jahres 2023 geschlossen. Zwischen August und Oktober 2024 führte Kienast eine umfassende Rebranding-Kampagne durch, bei der rund 230 Filialen der bisherigen Marken ABC Schuh-Center und K+K Schuh-Center in RENO-Filialen umbenannt wurden. Dadurch wurde das Filialnetz der Kienast Unternehmensgruppe vereinheitlicht.
RENO ist heute ein wichtiger Bestandteil der Kienast Unternehmensgruppe. Die Marke wird durch die breite Marktpräsenz von Kienast gestärkt, das mit über 450 Filialen zu den größten Schuhhändlern Deutschlands zählt. 2025 wurde die Marke RENO beim German Brand Award in der Kategorie Excellence in Brand Strategy and Creation – Brand Design – Corporate Brand ausgezeichnet.

## Ricky und Kuno
Mit den fiktiven Figuren Ricky und Kuno warb Reno ab 2006 für Kinderschuhe, ähnlich wie Salamander mit „Lurchi“. Der erste Comicband trug den Titel Der sprechende Superschuh, des Weiteren gab es 2 TV-Spots und 3 CDs Renn, Ricki!, renn!, Baumhaus in Gefahr und Kuno und das verschwundene Tigerbaby, spätestens 2011 hat sich Reno von Ricky und Kuno getrennt.